# Имре Тьокьоли
Имре Тьокьоли (на унгарски: Thököly/Tököly/Tökölli Imre) е унгарски благородник и бунтовнически лидер, борещ се срещу Хабсбургите на страната на Османската империя.

## Биография
Имре Тьокьоли е роден на 25 септември 1657 г. в Кежмарок, Унгарско кралство (днес в Словакия) през септември 1657 г. Учи в Лутеранския колеж в Еперис (днес Прешов, Словакия).
През декември 1670 г., когато баща му Ищван Тьокьоли, участник в заговора срещу Хабсбургската монархия, е бил убит от императорските войски, Имре успява да избяга в Трансилвания, където му помага негов сродник. Там той влиза в контакт с бежанци от Унгарското кралство. Окуражени от обещания за помощ от френския крал Луи XIV, бунтовниците избират младия Тьокьоли за свой лидер.
През 1678 г. започват военните действия и бунтовниците бързо завладяват източната част на Унгарското кралство и централните унгарски градове. През 1681 г. с помощта на още 10 000 трансилванци и турска армия, Тьокьоли принуждава императора да поиска примирие. През юни 1682 той се жени за хърватската графиня Елена Зринска. Имайки недоверие към императора, Тьокьоли се обръща за помощ към султан Мехмед IV. Той го признава за крал на Унгария, при условие, че плаща годишно 40 000 талера. През същата година Тьокьоли завладява постепенно нови земи на империята.
Тьокьоли подпомага турците в битката при Виена през 1683 и споделя нерадостната съдба на турската армия. За да се защити пред султана, турският велик везир обвинява Тьокьоли за поражението на турците пред Виена. Малко след това Тьокьоли търси посредничеството на полския крал Ян III Собиески да го сдобри с императора на Хабсбургската монархия. Той предлага да се предаде, ако императорът потвърди религиозните права на протестантите в Унгария и му признае титлата княз на „Горна Унгария“ – 13 североизточни провинции на Кралство Унгария. Император Леополд I отказва тези условия и настоява за безусловна капитулация. Поради това Тьокьоли подновява войната. През 1685 г. той е победен и когато търси помощ от турците, те го оковават във вериги и изпращат в Одрин. Това кара някои от последователите му да приемат условията на императора.
През 1686 г. Тьокьоли е освободен и изпратен с малка армия в Трансилвания. През 1688 г. участва в потушаването на Чипровското въстание. Неговата войска заедно с турците избива българско население, опожарява и разрушава въстаническите селища. Поради подозрения за тайни преговори с австрийската империя е затворен от турците за втори път. През 1690 г. е изпратен с 16 000 армия за трети път в Трансилвания, където постига победа. След тази победа той е провъзгласен за княз на Трансилвания. През следващата година е победен и напуска Трансилвания завинаги.
След още един неуспешен опит, през 1700 г., да възстанови княжеството, той се установява в Галата заедно със съпругата си. От султан Мустафа II получава големи имоти и титлата – Емерих Текели, граф на Видин.
Той умира на 13 септември 1705 г. в Измит. През 1906 г. неговите останки са преместени в родния му град. Има негов паметник на Площада на героите в Будапеща.